# 古典派経済学
古典派経済学（こてんはけいざいがく、classical political economy）とは、労働価値説を理論的基調とする経済学の総称である。18世紀後半からスミス、マルサス、リカード、ミルといった英国の経済学者によって発展されたため、英国古典派経済学とも呼ばれる。
経済学史上初の主流派経済学であったが、1870年代に誕生した新古典派経済学によって論駁され、主流派の座から退いた。
マルクス経済学は古典派経済学を継承しており、マルクスも古典派経済学者に分類されることがある。

## 名称
ジョン・メイナード・ケインズによれば、古典派の用語を初めて用いたのは、カール・マルクスであるという。マルクスは、1859年に出版された『経済学批判』において、古典派経済学による商品の分析について次のように記した。
　ケインズは、「古典派経済学」という用語にひとつの混乱をもたらした。『雇用・利子および貨幣の一般理論』において、新古典派とみなされるマーシャルやピグーを含めて、その理論を「古典派理論」と呼んだからである。現在では、この用法は一般に使われないが、ときにケインズの意味で「古典派」「古典派理論」と呼ぶ人がいるので注意を要する。ケインズは、古典派理論の本質はセイ法則を前提とするところにあり、『一般理論』はそれを覆すものであるとした。
英国系の経済学者に加えて、マルクスを古典派に数えることもある。ヒルファディングは『金融資本論』の序文でマルクスにおいて古典派経済学は「その最高の表現をみいだす」と書いた。また、シュムペーターの『経済学史』はマルクスをリカード派として扱っている。

## 経済学における古典派の位置
古典派経済学以前には（金銀の）国際収支論を展開したジェラルド・ド・マリネス、エドワード・ミッセルデン、トーマス・マンなどに代表される重商主義の経済学が存在した。
古典派経済学の中心的経済学者は、アダム・スミス(1723-1790)とデヴィッド・リカード(1772-1823)であるが、トマス・ロバート・マルサスやジョン・スチュアート・ミルをも考慮すべきである。
古典派経済学は、一般にリカードにおいて頂点に立ったと考えられている。シュンペーターは、リカードに比較的低い評価を与えているが、「明確な結果を出す方法」という点において、リカードとケインズは「その精神において兄弟である」というほめ方をしている。
リカードの経済学は、リカードの死後、さまざまな批判にさらされた。1830年代には、リカードの厳格な支持者はいなくなったとまで言われている。ジョン・スチュアート・ミルは、リカードの忠実な継承者を自認したが、シュンペーターは、実質的にはミルはリカードからかなり遠ざかっていると評価している。マルクスも同様の評価を下している。塩沢由典は、ミルがリカードの生産費価値説からより旧い需要供給の法則に回帰した契機が国際価値論構築の困難にあったと指摘している。
古典派経済学は、英国古典学派と呼ばれることもある。主として英国において展開された経済学であるからである。しかし、リカードとほぼ同時代にのフランスにはジャン＝バティスト・セイやジャン＝シャルル＝レオナール・シモンド・ド・シスモンディがいて、英国古典派とはやや系統のことなる経済学を展開していたことを忘れてはならない。また、重商主義の経済学者と古典派経済学者の間に、フランソワ・ケネーやジェームズ・ステュアートなどもいる。
1870年代前半に、従来の経済学の伝統を一新する動きが英仏独の3つの言語圏でほぼ同時的に発生した。英国のウィリアム・スタンレー・ジェヴォンズ、フランスからスイスに移ったレオン・ワルラス、オーストリアのカール・メンガーらが数学的手法を駆使して分析を行なう経済学を創始したからである。それぞれが限界概念を用いたことから、この動きを限界革命と呼ばれる。ワルラスの経済学はローザンヌ学派に、メンガーの経済学はオーストリア学派に引き継がれ発展したが、ジェヴォンズは、比較的若くして事故死したこともあり、ジェヴォンズとはやや考え方の異なるアルフレツド・マーシャルが英国新古典派の集大成者となり、ケンブリッジ学派が成立した。アメリカで発展したジェヴォンスやエッジワースなどによるアメリカ経済学やクヌート・ヴィクセルのスウェーデン学派を含める場合も新古典派に含められる。なお、狭義にはケンブリッジ学派のみを新古典派とする場合もある。
古典派批判から新古典派経済学が生まれたと同じように、マルクス経済学も、この時代の古典派経済学への批判から生まれた。ケインズ経済学は古典派・新古典派に共通する考えを刷新するものと考えられている。

## 古典派の経済思想

### 労働価値説
1770年後半から1870年代前半の古典派経済学の基本の一つに労働価値説という考え方があった。より根源的な価値の源は人間の労働であるという思想が基にあった。この考え方はアダム・スミスから始まりリカードやマルサスに至るまで古典派経済学者の基礎となる考えであり続けた。
また労働価値説は、投下労働価値説と支配労働価値説の2種類があった。投下労働価値説は、商品の価値が、その生産に投入された労働量によって決まるという説であり、支配労働価値説は、商品の価値が、その商品で購買あるいは交換できる他の商品の労働量によって決定されるという説である。
18世紀までの主流の考えであった重商主義において、国家の富とは蓄積された財（ストック）にあると考えたが、アダム・スミスは富とは「生活の必需品と便益品」つまり消費財にあり、年々消費される「フロー」であると位置付けた。またこの富は、農地や資本設備に投下された労働によって生み出されると考えた。これが労働価値説、あるいは投下労働価値説にあたる。またスミスは、商品の価値はその商品で購買あるいは交換できる他の商品の労働量に等しいという支配労働価値という考え方も示している。

### 価値の分解
そしてアダム・スミスは、国富は労働者、地主、資本家の間で、賃金、地代、利潤という形でそれぞれに分配されると考え、「価値というものが賃金、地代、利潤の3つに分解できる」という考え方に至った。

### 見えざる手
1776年アダム・スミスが国富論において「見えざる手」という概念を考案した。個人が自由な市場において、個々の利益を最大化するように利己的に経済活動を行えば、まるで見えざる手がバランスを取るかのように、最終的には全体として最適な資源の配分が達成されるというものである。この「見えざる手」は、現在では「価格メカニズム」と呼ばれる。

### 自然価格
物の市場価格は常に変動するものであるが、自然な状態にあるとき、見えざる手により、適切な価格に至ると考え、この価格を「自然価格」とした。また、価値は賃金、地代、利潤の3つに分解できるという考えから、自然価格も賃金の自然率、地代の自然率、利潤の自然率の3つによって構成されると考える。

### 社会背景
古典派経済学の誕生は、18世紀半ばから19世紀にかけて起こった産業革命が時代的な背景もある。産業革命が、社会に広範な影響を与えはじめ、従来の重商主義から、この時代に合った新しい経済学が求められた。例えば、大工場を所有する産業資本家が労働者を雇い、利潤の目的を目指して労働者が商品を生産する資本主義が産声を上げた時代でもあった。そのため古典派経済学では、価値を賃金、地代、利潤の3つに分解したのも、経済主体を「労働者階級」「地主階級」「資本階級」の3つの階級に分けて分析を行ったからである。また労働価値説や自由放任の考えの背景として、アダム・スミスに先立って起こった重農主義の影響も受けている。
一方古典経済学は、その後問題となった10年周期の恐慌やフランスの大規模な失業労働者に対する有効な処方箋を作成することができなかった。

## 古典派経済学の現代的展開
リカードの理論は、新古典派の創始者の一人ウィリアム・スタンレー・ジェヴォンズによっても厳しく批判された。これに対し、アルフレッド・マーシャルはリカード・ミルの体系に対しより融和的な立場を維持したが、古典派経済学はマーシャル経済学によって乗り越えられたと一般に評価されている。
これに対し、20世紀に入り、ピエロ・スラッファが出た。スラッファは、マーシャル経済学の基礎に疑問を出すとともに、『リカード全集』の編集を進めてリカード再評価の機運を作り、『商品による商品の生産』においてリカードを20世紀に復活させる契機をもたらした。
スラッファの『商品による商品の生産』（原著1960年）は、限界原理に基づく新古典派の経済学とは異なる価格理論が可能であることを示し、後にスラッフィアンとか、ネオ・リカーディアンと呼ばれる潮流を作りだした。日本では現代古典派と自称する場合もある。スラツフィアンの代表的存在は、イアン・スティードマンである。スティードマンは、マルクス経済学の価値論を批判するとともに、HOS型貿易理論の批判を展開した。
スティードマン以外にも、スラッファに示唆を受けた一群の経済学者がおり、ポスト・ケインジアンの3大潮流の一つを形成している。ルイジ・パシネッティ、ビエランジェロ・ガレニャーニ、ハインツ・クルツ(Heiz Kurz)、スタンレー・メトカーフ(Stanley Metcalfe)、ネリ・サルバドーリ(Neri Salvadori)などがいる。
日本では、菱山泉が早くからスラッファを紹介した。菱山にとって、スラッファはむしろフランソワ・ケネーの経済学を発展させるものであった。塩沢由典は、スラッファの価格理論に、オクスフォード経済調査(1930年代後半)のフルコスト原理を接続することにより、古典派価値論を21世紀の理論として展開することを提唱している。塩沢は、またリカード貿易理論を発展させることにより、新しい国際価値論が構成できたと主張している。国際価値論の不在は、古典派価値論の弱点のひとつであった。塩沢の達成は古典派価値論が新古典派価値論に対抗しうる理論として再生したことを意味する。

## 主要な理論家
- 先駆者たち
  - ウィリアム・ペティ - 「政治算術」を確立し国力の基礎として生産活動を重視。
  - ジョン・ロック - 労働価値説の創始者。
  - リチャード・カンティロン - 重農主義理論に立ち古典派の先駆となった。
  - バーナード・マンデヴィル
  - デイヴィッド・ヒューム
  - ジェームズ・ステュアート - 『経済学原理』を著した「最後の重商主義者」。
  - ジェームズ・ミル
- 古典派経済学者
  - アダム・スミス
  - トマス・ロバート・マルサス
  - デヴィッド・リカード
  - ジャン＝バティスト・セイ
  - ジェレミ・ベンサム
  - ジョン・ステュアート・ミル
  - ジャン＝シャルル＝レオナール・シモンド・ド・シスモンディ